# Мирон (Мазур)
Мирон Мазур (нар. 5 лютого 1962, Прудентополіс, Бразилія) — правлячий архієрей Прудентопольської єпархії Непорочного зачаття Діви Марії Української греко-католицької церкви, василіянин.

## Біографія
Мирон Мазур народився 5 лютого 1962 року в місті Прудентополісі (штат Парана, Бразилія). Закінчив Малу семінарію отців Василіян у Прудентополісі, після чого 7 лютого 1979 року вступив до Василіянського чину. 10 лютого 1981 року, після закінчення новіціату, склав свої перші обіти в Чині святого Василія Великого.
Шкільне навчання та університетські філософські студії закінчив у семінарії святого Василія у Бателі (Куритиба). У 1986 році його скерували на навчання до Рима, до Папського інституту святого Ансельма, де у 1989 році він одержав ступінь бакалавра богослов'я, а в 1992 році в Салезіанському Університеті (Салезіанумі) — ступінь ліценціата педагогіки.
1 січня 1988 року у Римі склав урочисті вічні обіти, а 8 вересня 1990 р. у Прудентополісі отримав священичі свячення (святитель — владика Єфрем Кривий).
Отець Мирон виконував різні душпастирські завдання, а також займав посади професора, настоятеля та ректора у Василіянських інститутах Прудентополіса та Куритиби. Він також був настоятелем Головної семінарії Святого Василія. У липні 2004 року о. Мирона призначили протоігуменом отців Василіян у Бразилії.
21 грудня 2005 року папа Римський Бенедикт XVI іменував ієромонаха Мирона Мазура єпископом-помічником української греко-католицької єпархії св. Івана Хрестителя в Куритибі (Бразилія), титулярним єпископом Симітту. 26 лютого 2006 року в Прудентополісі у храмі святого священномученика Йосафата відбулася єпископська хіротонія. Головний святитель — верховний архієпископ Любомир Гузар, а співсвятителі — архієпископ і митрополит Філадельфійський Стефан Сорока та єпископ Куритибський Єфрем Кривий.